# 波切騒動
波切騒動（なきりそうどう）は、天保元年9月23日（1830年11月8日）に志摩国大王崎で難破した幕府の御用船を巡る騒動。

## 概要
天保元年、大王島の沖で幕府の御用米を積んだ千石船が難破した。翌日、漁に出た村人が沈んだ船と積荷の米を発見し、村に持ち帰った。後日、難破の状況を調べに来た幕府の役人が覆面をして夜更けに村に入ったため、盗賊と勘違いした村人が役人を殺害した。後に幕府の知るところとなり、庄屋をはじめとした村人4人を含む人々が獄門（3人）、死罪（6人）、遠島（2人）、獄死（3人）の刑に処された。

## 偽装難破疑惑
一説であるが、積荷を横領するための偽装難破であったとされる。この事件では難破を偽装した船頭のほか、取り調べに来た役人を死亡させてしまった住民らが処刑された。
山田吉彦は自著の中で波切騒動を偽装難破であったとする立場から紹介している。山田によれば、御用船の船頭らは小遣い稼ぎのため、立ち寄る港ごとに米を売っていたが、海の難所であった大王崎で沈没したことにして逃亡した。しかし船は座礁して残っていたため、波切の村人は船から米を回収し、役人には知らぬ存ぜぬで押し通そうとした。ところが役人は事実を掴み、村人に脅しをかけ賄賂を要求した。役人の要求はエスカレートする一方であったため、村人は役人を殺害してしまった。
役人の殺害に関しては、要求された賄賂を支払ったにもかかわらず便宜を図らなかった怨恨によるとする説と、泥棒と誤認して取り押さえた結果の過失致死とする説がある。
山田吉彦は、波切では荒天時にかがり火を焚いて沖合の船に港があると知らせるふりをして暗礁に座礁させ、積み荷を奪う共同略奪行為を働くことが日常的に行われていたとし、波切騒動もその1つであったとする。こうした行為は当然に禁止されていたが、波切に限らず、伊豆国下田などでも行われていたという。